# 圣老楞佐殉道
《圣老楞佐殉道》（Martirio di san Lorenzo）是一幅湿壁画，位于梵蒂冈宗座宫的尼各老小堂，由真福安杰利科修士和贝诺佐·戈佐利绘制于1447-1448年，尺寸为271 x 236 厘米。这幅湿壁画位于右墙的右侧，是《圣老楞佐的生平事迹》组画的第五幅，也是最后一幅。

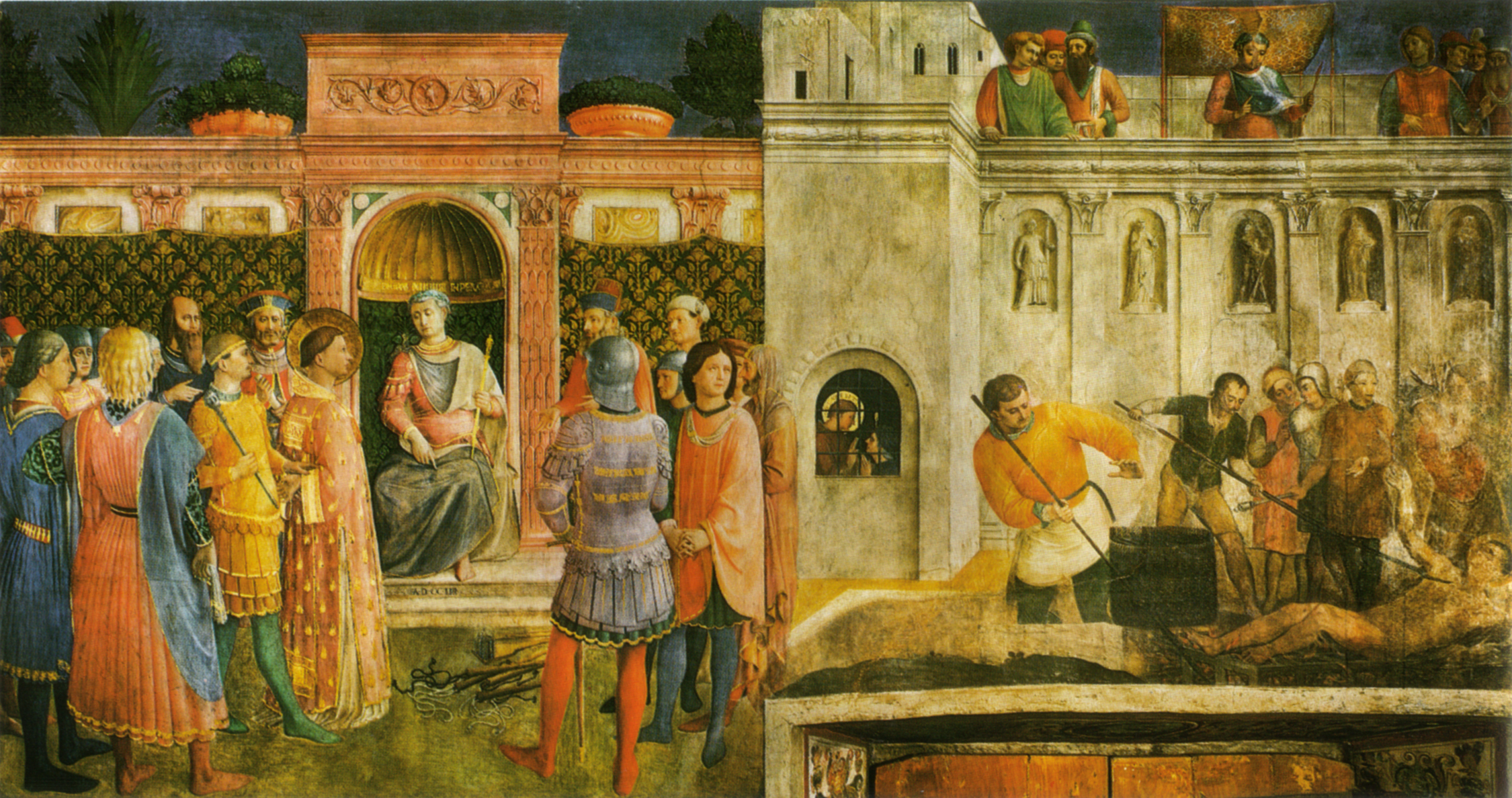
《圣老楞佐在瓦勒良面前》与《圣老楞佐殉道》